# 里沃利韦罗内塞
里沃利韦罗内塞（義大利語：Rivoli Veronese），是意大利威尼托大区维罗纳省的一个市镇。总面积18.45平方公里，人口2122人，人口密度115.0人/平方公里（2009年）。国家统计（ISTAT）代码为023062。